# إيفان فولر
إيفان فولر (بالإنجليزية: Evan Fowler)‏ (7 يوليو 1995 بالولايات المتحدة - ) هو لاعب كرة قدم أمريكي في مركز الوسط. لعب مع ريتشموند كيكرز.

## وصلات خارجية
- إيفان فولر على موقع قاعدة بيانات كرة القدم.إي يو (الإنجليزية)
- إيفان فولر على موقع Soccerway.com (الإنجليزية)